# Зарин

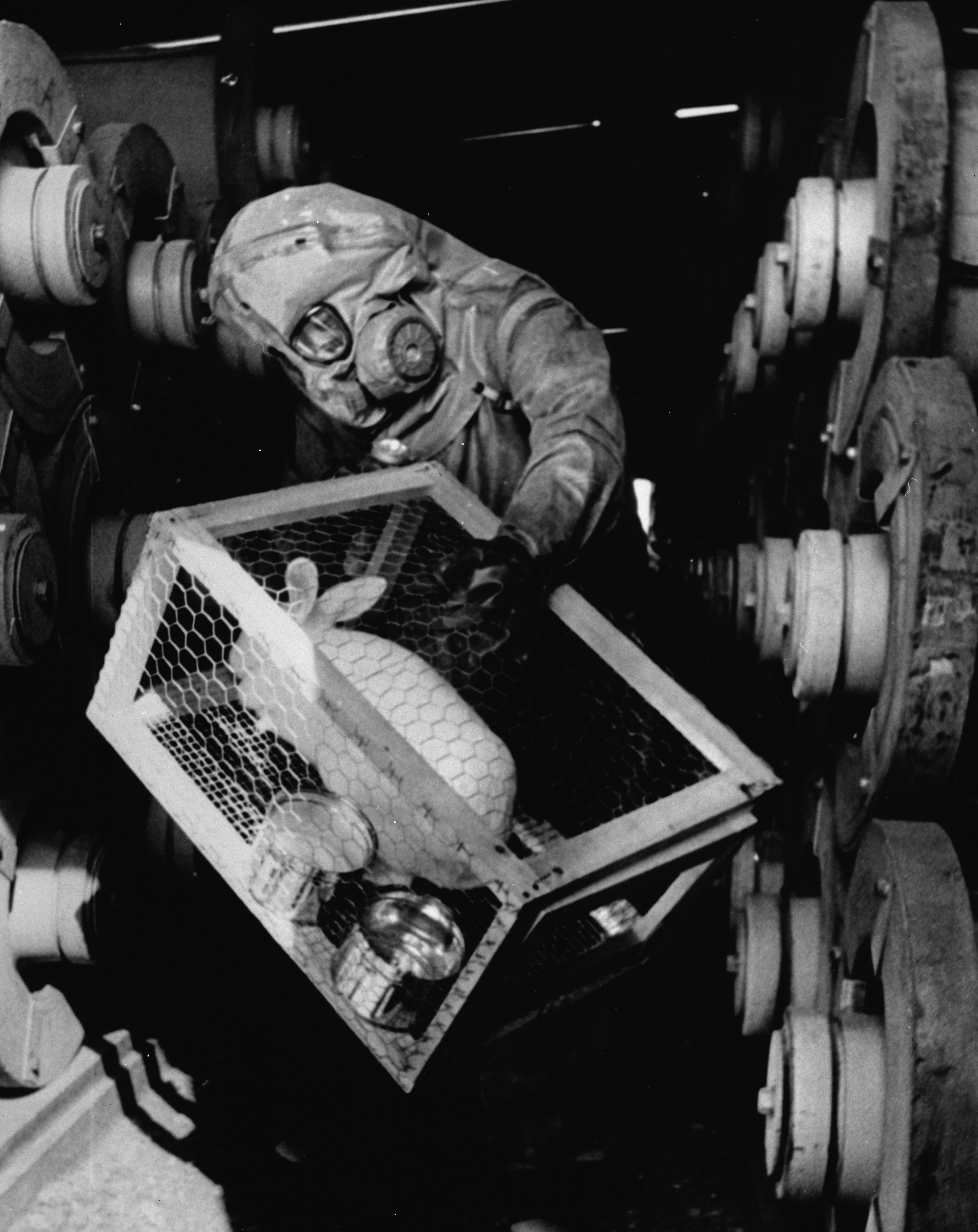
Кролик, используемый для проверки утечек на бывшем заводе по производству зарина (Rocky Mountain Arsenal), 1970

Зари́н (изопропи́ловый эфи́р фторангидри́да метилфосфо́новой кислоты́) — фосфорорганическое отравляющее вещество нервно-паралитического действия.
Представляет собой жидкость без цвета и запаха; смешивается во всех отношениях с водой и органическими растворителями.

## История

### Открытие
Зарин был открыт в 1938 году в Вуппертале (Эльберфельд) в Бергской Земле Германии двумя немецкими учёными, пытавшимися получить более мощные пестициды. Зарин является третьим по токсичности после зомана и циклозарина из четырёх ядовитых веществ G-серии, созданных в Германии. G-серия — первое и самое старое семейство БОВ нервно-паралитического действия: GA (табун), GB (зарин), GD (зоман) и GF (циклозарин). Зарин, открытие которого произошло вслед за табуном, назвали в честь его исследователей: Schrader (Герхард Шрадер), Ambros, Ritter и Van der Linde.

#### Вторая мировая война
В середине 1938 года формула вещества была передана в Отдел химического оружия вермахта, который сделал заказ на массовое производство зарина для военных нужд.
К концу Второй мировой войны было построено несколько экспериментальных заводов, а также строилась фабрика для производства данного отравляющего вещества в промышленных масштабах (строительство не было завершено). Общее количество зарина, произведённого в Германии, оценивается в пределах от 500 кг до 10 тонн.
Несмотря на то, что зарин, табун и зоман уже находились в составе артиллерийских снарядов для химических миномётов, реактивных метательных установок, Германия отказалась от планов боевого применения нервно-паралитических газов. Также считается, что Гитлер предполагал наличие у СССР и армии союзников большего количества химического оружия, а также принимал во внимание факт недостаточно эффективного воздействия боевых отравляющих веществ на солдат, экипированных средствами химической защиты.
Работы по получению табуна, зарина и зомана во время Второй мировой войны также проводились в США и Великобритании.

#### После Второй мировой войны

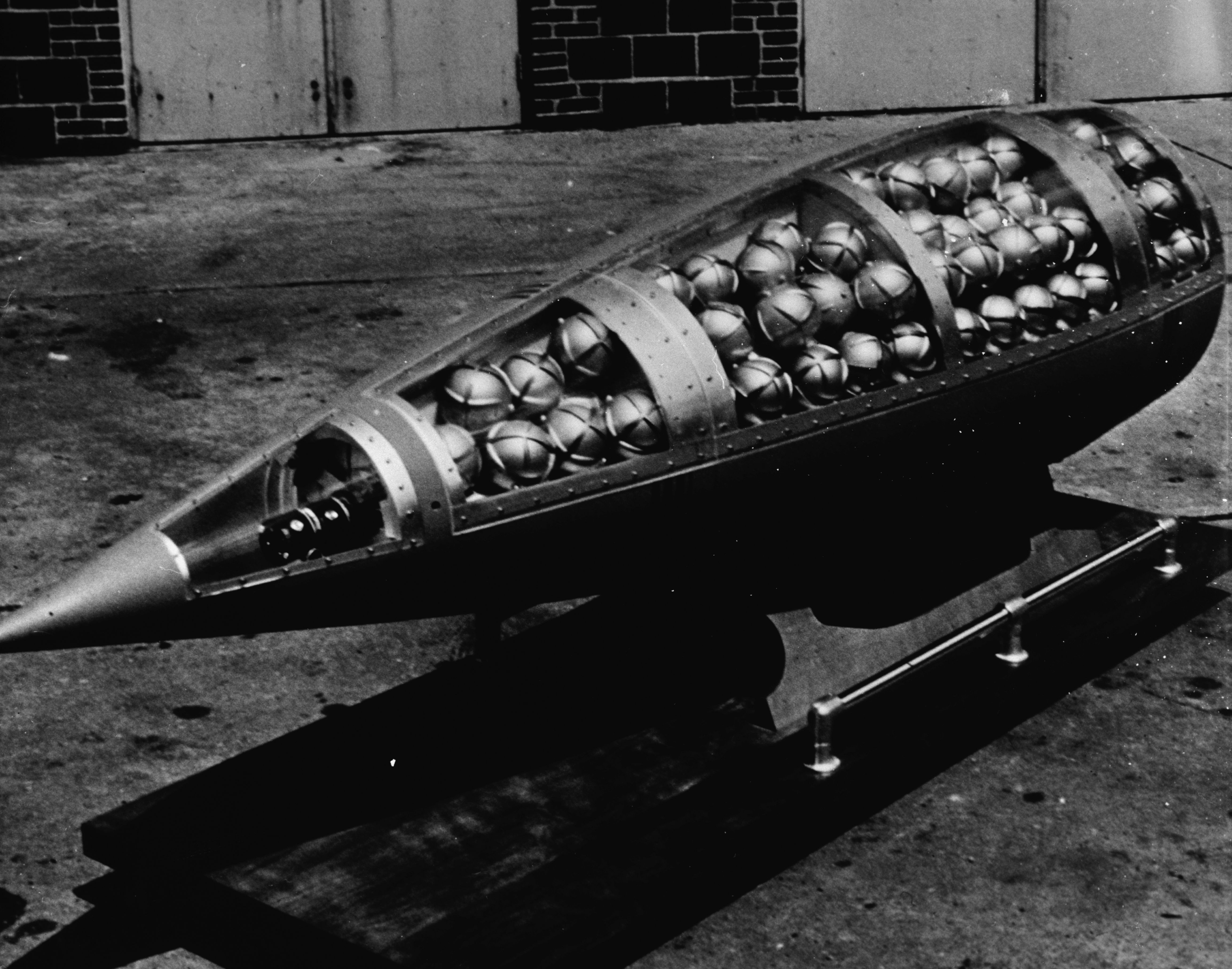
Демонстрационная боеголовка американской ракеты Honest John, видны контейнеры M139 с зарином (фотография приблизительно 1960-х годов)

В первую половину 1950-х годов НАТО принял зарин на вооружение. СССР и США в это время производили зарин в военных целях.
В 1953 году 20-летний Рональд Мэддисон, инженер Военно-воздушных сил Великобритании из Консетта, графство Дарем, умер при испытании зарина на человеке в научно-технической лаборатории Портон-Даун в Уилтшире. Мэддисону было сказано, что он участвует в эксперименте по лечению насморка. В течение десяти дней после его смерти следствие велось в тайне, после чего был вынесен вердикт «несчастный случай». В 2004 году следствие было возобновлено, и после 64-дневного слушания суд постановил, что Мэддисон был незаконно убит «воздействием нервно-паралитического яда в бесчеловечном эксперименте».
Регулярное производство зарина в США было прекращено в 1956 году, а существующие запасы ядовитого вещества подверглись передистилляции, которая продолжалась до 1970 года.
В 1978 году Майкл Тоунли под присягой в чилийском суде дал показания, что зарин производился учёным-химиком Эухенио Берриосом под руководством тайной полиции DINA диктатора Чили Аугусто Пиночета. Тело Берриоса, застреленного в голову, было обнаружено в 1995 году закопанным на пляже в Уругвае. Тоунли также рассказал, что зарин использовался для убийства действительного хранителя государственного архива Ренато Леона Сентено и капрала армии Мануэля Лейтона.

### Ирано-иракская война
В Баасистском Ираке Государственное учреждение Мутана занималось производством зарина в промышленных масштабах. Ирак использовал зарин против Ирана в войне 1980—1988 годов.
16—17 марта 1988 года авиация Ирака подвергла город Халабджа на территории Иракского Курдистана газовой атаке с использованием различных отравляющих веществ: иприта, зарина, табуна, газа VX. Число жертв, принадлежавших почти исключительно к мирному населению, составило, по разным оценкам, от нескольких сотен до 7000 человек; обыкновенно приводится число в 5000 погибших и 20 000 пострадавших. Среди погибших было много детей, так как газ стелился по земле.
Сообщалось, что к моменту войны Ирак обладал 3315 тоннами отравляющих веществ и применил в боевых действиях около 80 % от своего арсенала, то есть порядка 2,5 тыс. тонн. Средний практический расход ОВ в пересчёте на погибшего составляет 0,5 кг/чел, на пострадавшего (с учётом погибших) 0,1 кг/чел.
Резолюция Совета Безопасности ООН 687, опубликованная в 1991 году, установила термин «оружие массового поражения» и призвала к немедленному уничтожению химического оружия в Ираке, уничтожению всех ракет дальностью более 150 км, которыми располагает Ирак, а также, по возможности, к уничтожению всех химических вооружений в мире.

### Конвенция о химическом оружии
В 1993 году в Париже 162 государствами — участниками ООН — подписана Конвенция о химическом оружии, запрещающая производство и накопление химического оружия, в том числе — зарина. Конвенция вступила в силу 29 апреля 1997 года, и призвала к полному уничтожению всех запасов указанных химических средств к апрелю 2007 года.

### Аум Синрикё

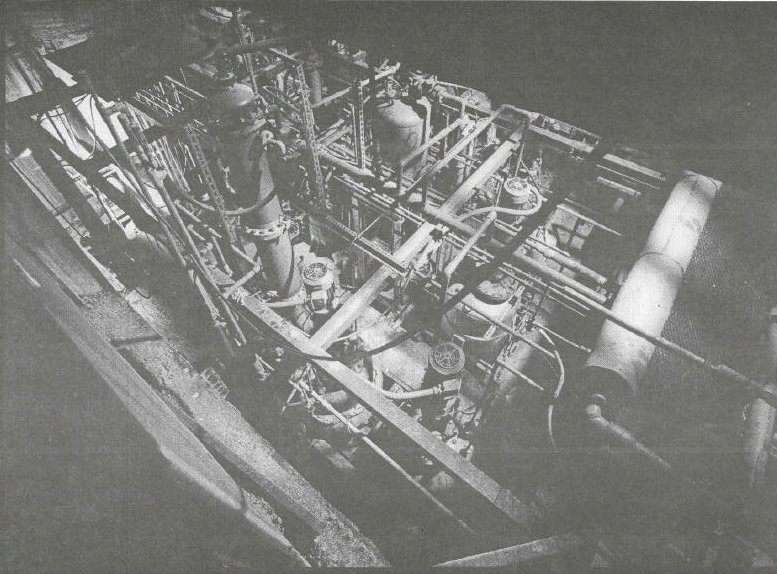
Завод «Аум Синрикё» по производству химического оружия — Satyan-7

Японская религиозная секта «Аум Синрикё» по приказу своего лидера Сёко Асахары изготовила и как минимум четырежды применила зарин для покушений на убийство и терактов (секта применяла против своих противников также и другой нервно-паралитический газ, VX, а также фосген). 18 декабря 1993 года 20 г зарина было использовано в безуспешном покушении на убийство Икэды Дайсаку, лидера конкурирующей секты «Сока Гаккай» (зарин был распылён возле его дома). 9 мая 1994 года небольшое количество зарина было использовано для покушения на убийство юриста Такимото Таро, участвовавшего в процессе против Асахары (зарин был нанесён на ветровое стекло автомобиля Такимото).
27 июня 1994 года была совершена первая террористическая атака с применением химического оружия против мирного населения. «Аум Синрикё» использовала около 20 кг почти чистого зарина в Мацумото, префектура Нагано. В результате атаки погибло семь человек, более двухсот пострадало.
Члены «Аум Синрикё» снова применили зарин 30%-й концентрации 20 марта 1995 года при атаке в токийском метро. Погибло, по разным данным, от 10 до 27 человек, 54 получили тяжёлое отравление, повлёкшее долгосрочное расстройство здоровья, около тысячи людей имели после теракта кратковременные нарушения зрения. Всего отравления различной степени тяжести получило от 5000 до 6300 человек.

### Попытка теракта с химическим оружием в Ираке
14 мая 2004 года в Ираке повстанцы установили самодельное взрывное устройство на базе 155-мм снаряда. В процессе обезвреживания СВУ (по другим данным — во время проезда патруля) произошла частичная детонация, однако снаряд, возможно выполненный по бинарной схеме, выпустил очень небольшое количество зарина. Легко пострадали двое военнослужащих.

### Применение в войне в Сирии
В 2013 году, в ходе гражданской войны в Сирии, поступали противоречивые сообщения со стороны правительственных и оппозиционных источников, обвиняющих другую сторону в применении химического оружия, в том числе — зарина.
Наиболее крупная химическая атака в Сирийской гражданской войне имела место 21 августа 2013 года. Согласно данным комиссии ООН, расследовавшей инцидент, по пригородам Дамаска были выпущены несколько ракет с боеголовками, содержащими в общей сложности 350 литров зарина. Сообщалось о 8 очагах поражения. Погибло по разным данным от 281 до 1729 человек, число пострадавших: около 3600 человек. Таким образом, практический расход зарина в условиях ночной атаки на густонаселённый город с неподготовленным к атаке населением без средств защиты и недостатке лекарств в пересчёте на одного погибшего составил от 0,22 до 1,35 кг/чел, на пострадавшего (с учётом погибших): от 0,07 до 0,1 кг /

### Отказ от зарина в России
К 12 июня 2017 года Россия полностью избавилась от запасов зарина. Запасы боевого отравляющего вещества в России были уничтожены в рамках выполнения международных обязательств и в соответствии с федеральной программой «Уничтожение химоружия в РФ», тем не менее, такие заявления подверглись сомнениям в связи с применением зарина в Сирии, на что было выдано опровержение от представителя министерства обороны.

## Синтез и химические свойства
Синтез зарина проводят этерификацией изопропилового спирта дихлорангидридом метилфосфоновой кислоты, при этом в качестве источника фтора могут быть использованы как фториды щелочных металлов:
{\displaystyle \mathrm {CH_{3}POCl_{2}+CH_{3}CH(OH)CH_{3}+NaF\rightarrow CH_{3}P(\!=\!O)(F)OCH(CH_{3})_{2}+NaCl+HCl,} }
так и дифторангидрид метилфосфоновой кислоты:
{\displaystyle \mathrm {CH_{3}POF_{2}+CH_{3}CH(OH)CH_{3}\rightarrow CH_{3}P(\!=\!O)(F)OCH(CH_{3})_{2}+HF.} }
При комнатной температуре зарин — бесцветная жидкость, имеющая слабо выраженный запах цветущих яблонь. Смешивается с водой и органическими растворителями во всех отношениях. Относительно высокое давление его пара приводит к тому, что он быстро испаряется (приблизительно в 36 раз быстрее, чем табун — другое БОВ нервно-паралитического действия). В газообразном состоянии зарин также бесцветен и не имеет запаха.
Молекула зарина является хиральной, поскольку содержит четыре различных химических заместителя, объединённых атомом фосфора в тетраэдр. SP-энантиомер (левовращающий изомер) более биологически активен, поскольку обладает бо́льшим сродством к ферменту ацетилхолинэстеразе.
Зарин, будучи фторангидридом, реагирует с нуклеофилами, замещающими фтор. Медленно гидролизуется водой, легко реагирует с водными растворами щелочей, аммиака и аминов (эти реакции могут использоваться для дегазации). Обычно для дегазации зарина используется 18-процентный водный раствор гидроксида натрия. Феноляты и алкоголяты дегазируют зарин очень легко (даже в сухом состоянии).
Термически устойчив до 100 °C, термическое разложение ускоряется в присутствии кислот. Летучесть составляет 11,3 мг/л при 20 °C, Относительная плотность пара в 4,86 раза выше плотности воздуха.

### Стойкость
Зарин относится к группе нестойких ОВ. В капельно-жидком виде стойкость зарина может составлять: летом — несколько часов, зимой — несколько суток. Срок жизни может быть сильно сокращён при наличии примесей в используемых для синтеза зарина реагентах.

### Бинарный зарин
В 1950-е — 1960-е годы в США разрабатывались методы использования зарина и его аналогов как бинарного оружия. Зарин может использоваться как двухкомпонентное химическое оружие в виде двух его предшественников — метилфосфонилдифторида и смеси изопропилового спирта и изопропиламина.

### Продление срока жизни зарина
Срок жизни унитарного (то есть чистого) зарина может быть удлинён следующими известными способами:
- Увеличением чистоты предшественников и промежуточных продуктов синтеза, а также путём усовершенствования процесса производства.
- Добавлением стабилизатора,  трибутиламина. Позже он был заменён диизопропилкарбодиимидом (di-c-di), благодаря которому стало возможным хранение зарина в алюминиевых контейнерах.
- Разработкой бинарного (двухкомпонентного) химического оружия, в котором вещества-предшественники хранятся отдельно друг от друга в одном снаряде. В таком снаряде собственно смешивание реагентов и синтез БОВ осуществляется непосредственно перед запуском или уже в полёте. Такой подход вдвойне выгоден, поскольку решается проблема короткого срока жизни и существенно возрастает безопасность при хранении и транспортировке боеприпасов.

Так, согласно данным ЦРУ, в Ираке в 1996 году пытались преодолеть проблему малого срока жизни зарина путём очищения прекурсоров синтеза, усовершенствования самого процесса производства, а также разработкой бинарного снаряда.

## Обнаружение
В присутствии перекиси водорода зарин даёт перекисный анион, способный окислять многие ароматические амины в окрашенные диазосоединения.

## Физиологическое действие
Применяется как отравляющее вещество, обладающее нервно-паралитическим действием. Вызывает поражение при любом виде воздействия, особенно быстро — при ингаляции. Первые признаки поражения (миоз и затруднение дыхания) появляются при концентрации зарина в воздухе 0,0005 мг/л (через 2 минуты). Среднесмертельная концентрация при действии через органы дыхания в течение 1 минуты — 0,075 мг/л, при действии через кожу — 0,12 мг/л. Полулетальная доза (ЛД50) при контакте с кожей — 24 мг/кг веса, при попадании в организм через рот (перорально) — 0,14 мг/кг веса.
При этом практический расход ОВ (отношение количества применённого вещества к достигнутым результатам) как оружия массового поражения в реальных условиях (по результатам известных атак, включая применение в густонаселённых районах по людям, не защищённым средствами защиты) в 100—1000 раз выше теоретических.

### Механизм действия

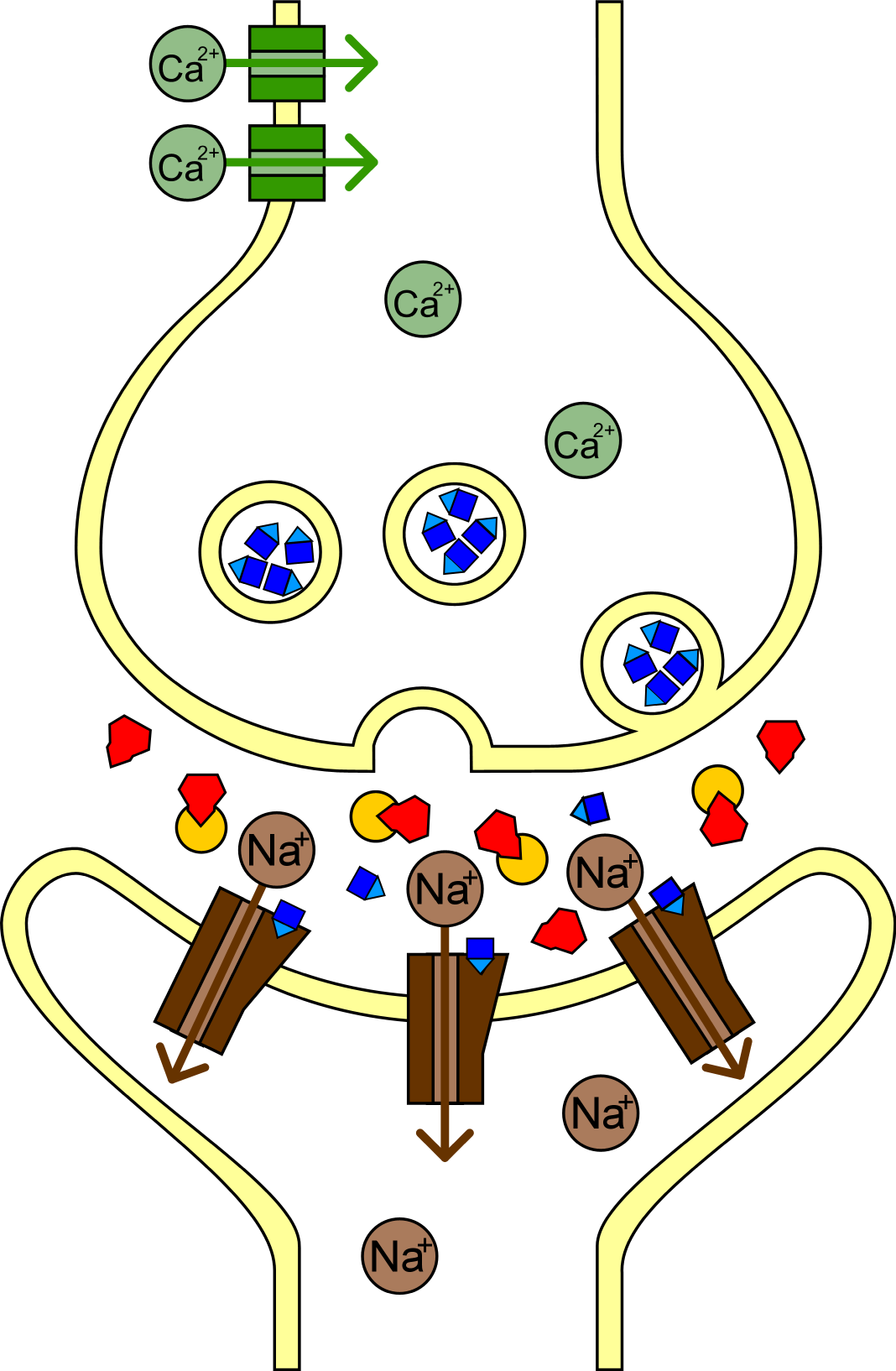
Зарин (красный), ацетилхолинэстераза (жёлтый), ацетилхолин (синий)

Как и в случае с другими БОВ нервно-паралитического действия, объектом поражения зарина является нервная система организма.
При стимуляции двигательных и вегетативных нейронов происходит выброс медиатора ацетилхолина в синаптическую щель синапса, благодаря чему производится передача импульса к мышце или органу. В норме после передачи импульса ацетилхолин расщепляется ферментом ацетилхолинэстеразой (АХЭ), в результате чего передача сигнала прекращается.
Зарин ингибирует фермент ацетилхолинэстеразу путём формирования ковалентного соединения с тем участком фермента, где ацетилхолин подвергается гидролизу. В результате содержание ацетилхолина в синаптической щели растёт, и возбуждающие сигналы непрерывно передаются, поддерживая иннервируемые вегетативными и двигательными нервами органы в гиперактивном состоянии (состоянии секреции либо напряжения) вплоть до их полного истощения.

### Клиническая картина
Первые признаки воздействия зарина (и других БОВ нервно-паралитического действия) на человека — выделения из носа, заложенность в груди и сужение зрачков. Вскоре после этого у жертвы затрудняется дыхание, появляется тошнота и усиленное слюноотделение. Затем жертва полностью теряет контроль над функциями организма, её рвёт, происходит непроизвольное мочеиспускание и дефекация. Эта фаза сопровождается конвульсиями. В конечном счёте жертва впадает в коматозное состояние и задыхается в приступе судорожных спазмов с последующей остановкой сердца.
Кратко- и долгосрочные симптомы, испытываемые жертвой, включают в себя:
| Локализация воздействия               | Локализация воздействия | Признаки и симптомы |
| Местное действие                      | | |
| Местное действие                      | Мускариночувствительные системы | Мускариночувствительные системы                                                                                                  |
| ------------------------------------- | --- | --- |
| Местное действие                      | Зрачки | Миоз, выраженный, обычно максимальный (точечный), иногда неодинаковый                                                            |
| Местное действие                      | Цилиарное тело | Головная боль в лобной части; боль в глазах при фокусировке; незначительное помутнение зрения; иногда тошнота и рвота            |
| Местное действие                      | Конъюнктива | Гиперемия |
| Местное действие                      | Бронхиальное дерево | Стеснение в груди, иногда с продолжительной одышкой, свидетельствующей о бронхоспазме или усилении бронхиальной секреции; кашель |
| Местное действие                      | Потовые железы | Потоотделение в месте контакта с жидким ОВ                                                                                       |
| Местное действие                      | Никотиночувствительные системы | |
| Местное действие                      | Поперечнополосатые мышцы | Фасцикуляция в месте воздействия жидкости                                                                                        |
| Резорбтивное действие                 | | |
| Мускариночувствительные системы       | | |
| Бронхиальное дерево                   | Стеснение в груди, иногда с продолжительной одышкой, свидетельствующей о бронхоспазме или усилении секреции; одышка, слабые боли в груди; усиление бронхиальной секреции; кашель; отёк лёгких; цианоз | |
| Желудочно-кишечный тракт              | Анорексия; тошнота; рвота; спастические боли в животе; ощущение тяжести в надчревной и загрудинной областях с изжогой и отрыжкой; диарея; тенезм; непроизвольная дефекация | |
| Потовые железы                        | Усиленное потоотделение | |
| Слюнные железы                        | Усиленное слюноотделение | |
| Слёзные железы                        | Усиленное слезотечение | |
| Сердце                                | Слабо выраженная брадикардия | |
| Зрачки                                | Слабый миоз, иногда неодинаковый; позднее — более выраженный миоз | |
| Ресничное тело                        | Помутнение зрения | |
| Мочевой пузырь                        | Частота позывов к мочеиспусканию; непроизвольное мочеиспускание | |
| Никотиночувствительные системы        | | |
| Поперечнополосатые мышцы              | Быстрая утомляемость; лёгкая слабость; мышечное подёргивание; фасцикуляция; судороги; общая слабость, в том числе дыхательной мускулатуры, одышка и цианоз | |
| Ганглии симпатической нервной системы | Бледность; периодическое повышение давления | |
| Центральная нервная система           | Головокружение; напряжённое состояние; тревога, нервное возбуждение; беспокойство; эмоциональная лабильность; чрезмерная сонливость; бессонница; ночные кошмары; головная боль; тремор; апатия; абстиненция и депрессия; всплески медленных волн при повышенном напряжении во время ЭЭГ, особенно при гипервентиляции; дремота; трудности концентрации; анамнестическая реакция; спутанность сознания; невнятная речь; атаксия; общая слабость; конвульсии; депрессия респираторных и циркуляторных центров с одышкой, цианозом и падением кровяного давления. | |

## Профилактика
Профилактика основана на назначении обратимого антихолинэстеразного агента. Пиридостигмин предлагается в дозах 30 мг 3 раза в день для ингибирования приблизительно 30 % холинэстеразы крови. В случае тяжёлого отравления эти 30 % защищённой холинэстеразы спонтанно реактивируются, и, если такой же феномен произойдёт в холинергических синапсах, пострадавший выздоровеет. (Повторное ингибирование фермента может произойти в том случае, если отравляющее вещество остаётся в организме и имеется в наличии для связывания с холинэстеразами после того, как пиридостигмин будет выведен).

## Лечение
Лечение человека, поражённого зарином, необходимо начать сразу же после постановки диагноза.
Незамедлительные действия включают срочную изоляцию жертвы от поражающего агента (заражённая местность, заражённый воздух, одежда и прочее), а также от всех возможных раздражителей (например, яркий свет), обработку всей поверхности тела слабым раствором щёлочи, либо табельным средством химической защиты. В случае попадания отравляющего вещества в желудочно-кишечный тракт — промывание желудка большим количеством слегка подщелочённой воды. Одновременно с вышеуказанными действиями необходимо срочное применение следующих антидотов:
- Атропин, являющийся блокатором М-холинорецепторов, используется для купирования физиологических признаков отравления.
- Пралидоксим, дипироксим, токсогонин, HI-6, HS-6, HGG-12, HGG-42, ВДВ-26, ВДВ-27 — реактиваторы ацетилхолинэстеразы, специфические антидоты фосфорорганических веществ, способные восстановить активность фермента ацетилхолинэстеразы, если их применить в течение первых часов после отравления.
- Диазепам — центрально действующий противосудорожный препарат. Снижение приступов заметно уменьшалось в случае задержки начала лечения; через 40 минут после экспозиции снижение является минимальным. Большинство клинически эффективных противоэпилептических препаратов могут оказаться неспособными остановить припадки, вызванные зарином.
- В полевых условиях необходимо немедленно ввести афин (будаксим) из шприц-тюбика (входят в комплект индивидуальной аптечки АИ-1, которой экипируется каждый мобилизованный солдат), в случае их отсутствия можно применить 1—2 таблетки тарена из аптечки АИ-2.

В дальнейшем производится патогенетическое и симптоматическое лечение в зависимости от преобладающих у данной жертвы симптомов поражения.